# Lokomotiva 744
Lokomotiva řady 744 je čtyřnápravová motorová lokomotiva, která je určena zejména pro posun a traťovou službu. Společnost CZ LOKO vyrobila jeden prototypový kus 744.001 v České Třebové v roce 2012. Na lokomotivu 744.001 navázala v roce 2016 výroba prototypu řady 744.1 s obchodním označením Effishunter 1000.
Přenos výkonu spalovacího motoru na čtyři hnací dvojkolí lokomotivy je střídavý (AC/AC). Její asynchronní trakční motory jsou napájeny a řízeny individuálně, aby se co nejlépe využilo zatížení příslušných dvojkolí. Vozidlo je schopno i traťové služby.
Pojezd lokomotivy tvoří dva dvounápravové podvozky s individuálním pohonem všech dvojkolí. Trakční motory jsou na nápravách uloženy pomocí valivých ložisek. Hnací soustrojí je uloženo v přední kapotě lokomotivy a tvoří ho spalovací motor Caterpillar a trakční alternátor Siemens. V prostoru přední kapoty  se nachází i většina pomocných pohonů, chlazení spalovacího motoru a pneumatický blok. Věžová kabina strojvedoucího zajišťující výborný rozhled je umístěna před zadní kapotou, kde se nachází elektrický rozvaděč a blok elektrodynamické brzdy. Ovládání celé lokomotivy a automatické vedení vlaku zajišťuje řídicí systém MSV elektronika s automatickou regulací rychlosti.  Vozidlo je vybaveno i vzdálenou diagnostikou prostřednictvím technologií GSM a GPS.[zdroj?]

## Provoz
Jediný vyrobený kus 744.001 je od počátku v majetku CZ LOKO a je pronajímán různým firmám. Lokomotiva zahájila svůj provoz v roce 2013 v pronájmu u dopravce SD – Kolejová doprava. Poté sloužila s drobnými přestávkami (únor-březen 2021, kdy byla dočasně ve službách ČD Cargo) na Ostravsku u společnosti Rail Cargo Carrier - Czech Republic, pronájem skončil 19. března 2024. Dále lokomotiva slouží u výrobce CZ LOKO, který ji dále pronajímá dalším dopravcům.[zdroj?]